# Нафтобазинське сільське поселення
Нафтоба́зинське сільське поселення — муніципальне утворення в складі Камбарського району Удмуртії, Росія. Адміністративний центр і єдиний населений пункт — село Камське.
Населення становить 770 осіб (2019, 834 у 2010).
В поселенні діють загальна школа та садочок, фельдшерсько-акушерський пункт, бібліотека та клуб. Серед підприємств працює Камбарська нафтобаза.
Поселення утворене 2005 року, коли зі складу села Кама було виділене село Камське, яке й утворило окреме сільське поселення від Камського сільського поселення.